# Бистром, Александр
Александр Би́стром, Бистро́м (подписывался также А. Б…стр…м, А. Б-ром, А. Б-м, А. Б. р. м.) — поэт 1820―1830-х гг. 

## Биография
Биографических сведений не сохранилось (под стихами 1825―1826 помета «Козельск»); в одном из редакционных примечаний к стихам назван «воином-поэтом». Несколько его стихотворений связано с военной темой: «К воину-поэту» (1825), «Голос из лагеря» (1826) и наиболее удачное ― «Певец-Баян» (1826; перепечатано ― 1839). Наиболее ранняя из выявленных публикаций ― стихотворение «Роза» (1819). Печатался в московских и петербургских журналах: кроме «Дамского журнала» (1825―1826) и «Благонамеренного» (1825) ― в «Библиотеке для чтения» (1834, 1839), «Сыне отечества» (1839), а также в альманахе «Календарь муз» (1826). Типичный представитель массовой журнальной поэзии своего времени, Бистром выступал в самых разнообразных жанрах ― романсы, элегии, оды, альбомные стихи, басни, эпиграммы, шарады, акростихи. Лишённые объединяющей личной темы, стихи Бистрома содержали, однако, индивидуализированные переживания ― любви, ревности, разочарования и примирения с жизнью; через набор жанровых клише проступали черты психологической портретиости авторского «Я» и его адресата, возлюбленной: «Романс» (1825), «К Эльвире», «Роптание», «Элегия» (все ― 1825), «К Алине» (1826). «Элегия» (1826) развивает мотив верности посмертной любви. В 1839 году Бистром опубликовал несколько стихотворений аллегорического характера: «Различные звуки», «К другу». Был знаком с А. М. Верещагиной, в альбом которой, как и М. Ю. Лермонтов, вписывал свои стихи.